# 결혼한다는 게, 정말인가요
《결혼한다는 게, 정말인가요》(일본어: 結婚するって、本当ですか 겟콘스룻테 혼토데스카[*])는 와카키 타미키에 의해 만들어진 일본의 만화 작품이다. 서브타이틀은 〈365 Days To The Wedding〉. 《빅 코믹 스피리츠》(쇼가쿠칸)에서 2020년 16호부터 2023년 28호까지 연재되었다. 2023년 33호에는 애니메이션화와 단행본 제11권의 발매를 기념한 특별편이 게재되었다.

## 스토리
주인공 오오하라 타쿠야와 혼죠지 리카는 일본의 어떤 여행사의 동료. 함께 사람 교제가 서투른 두 사람은 각각 사람 모르고 충실한 1인 생활을 보내고 있었다. 그런데 시베리아 지점의 개설때문에 독신자가 해외에 우선하여 파견되게 된다. 타쿠야와 리카의 2명은, 서로의 1인 생활을 지키기 위해서 결혼하는 척을 기획하는 것도, 점차 끌려간다.

## 등장인물
오오하라 타쿠야(大原 拓也)
배우 - 사토 칸타
성우 - 쿠마가이 켄타로, 사사하라 유(어린 시절)
본작의 주인공. 여행사의 기획부 소속. 보호한 고양이와의 생활을 소중히 하는 한가로운 성격.
혼죠지 리카(本城寺 莉香)
배우 - 아오이 와카나
성우 - 하야미 사오리
본작의 주인공. 타쿠야의 1년 선배. 쿨하게 보이지만 극단적인 낯가림으로, 집에서 지도를 바라보고는 그곳에 대해서 망상이나 탐색을 하는 취미를 가진다.

### JTC 긴시쵸 지점
쿠로카와 아사코(黒川 麻子)
배우 - 야마구치 사야카
성우 - 코시미즈 아미
JTC 긴시쵸 지점의 지점장으로, 주인공 2명의 상사.
신시 쇼(進士 奨)
배우 - 모리타 칸로
성우 - 토네 켄타로
JTC 긴시쵸 지점의 지점장 대리. 지점의 영업성적을 끊임없이 의식하고, 일이 있을 때마다 대마를 흔들며 ‘캔슬퇴산’을 기원한다.
조지(ジョージ)
배우 - 나마세 카츠히사
성우 - 나카타 죠지
전체 이름 알 수 없음. 하와이 지점 근무가 길었기 때문에 하와이안 스타일로 다니고 있다. 평소에는 일을 하지 않는 것처럼 보이고, 그늘에서 민완만을 발휘하고 있다.
곤다 히로미(権田 広見)
배우 - 타카이 케이스케
주인공 2명의 동료. 결혼 욕망이 강한 아이돌 매니아.
이츠키 케이스케(伊槻佳祐)
배우 - 오리베 요리나리
성우 - 이사야 하루키
주인공 2명의 동료. 자칭 "영업의 에이스"로, 외모에도 축복받고 있는 두번째이면서, 오하라나 곤다와 함께 행동한다.
코미야 나츠미(小宮 夏海)
배우 - 미하라 우이
성우 - 아스미 카나
실사 드라마에서의 이름은 "나츠미". 주인공 2명의 동료. 쾌활한 분위기 메이커로, 남성진과도 사이가 좋다.

### 그 외의 등장인물
클라우디아(クラウディア)
성우 - 토야마 나오
여행사가 주목하는 나라 리히트부르크의 공주.
카이야마 나오(海山 ナオ)
배우 - 마츠무라 사유리
성우 - 파이루즈 아이
타쿠야의 소꿉친구.
오오하라 코이치(大原 耕一)
배우 - 스기모토 텟타
성우 - 겐다 텟쇼
타쿠야의 아버지

## 서지 정보
- 와카키 타미키 《결혼한다는 게, 정말인가요》 쇼가쿠칸 〈빅 코믹스〉, 전 11권
  1. 2020년 8월 7일 발매[小 1], ISBN 978-4-09-860648-1
  2. 2020년 11월 12일 발매[小 2], ISBN 978-4-09-860759-4
  3. 2021년 3월 12일 발매[小 3], ISBN 978-4-09-860880-5
  4. 2021년 7월 12일 발매[小 4], ISBN 978-4-09-861072-3
  5. 2021년 11월 12일 발매[小 5], ISBN 978-4-09-861180-5
  6. 2022년 3월 11일 발매[小 6], ISBN 978-4-09-861258-1
  7. 2022년 7월 12일 발매[小 7], ISBN 978-4-09-861328-1
  8. 2022년 10월 12일 발매[小 8], ISBN 978-4-09-861427-1
  9. 2023년 1월 12일 발매[小 9], ISBN 978-4-09-861567-4
  10. 2023년 4월 12일 발매[小 10], ISBN 978-4-09-861687-9
  11. 2023년 7월 12일 발매[小 11], ISBN 978-4-09-861737-1

## Web 드라마
Amazon Original 드라마 《결혼한다는 게, 정말인가요》가 2022년 10월 7일부터 아마존 프라임 비디오에서 스트리밍 된다.

### 스태프
- 원작 - 와카키 타미키
- 제작·각본 - 카노메 케이코, 타카이시 아키히코
- 음악 - 요시마타 료
- 감독 - 미야와키 료, 키타가와 히토미
- 프로듀스 - 타카이시 아키히코, 아이다 사토시
- 제작 프로덕션 - The icon

### 주제가
Ivy Ivy Ivy
Aimer에 의한 주제가.

## TV 애니메이션
2023년 7월에 TV 애니메이션화가 결정되어, 2024년 10월부터 12월까지 방영되었다.

### 스태프
- 원작 - 와카키 타미키
- 감독 - 히로시 이케하타
- 시리즈 구성 - 효도 카즈호
- 캐릭터 디자인 - 마루야마 슈지
- 서브 캐릭터 디자인 - 니시다 미야코
- 프롭 디자인 - 타케우치 카스미
- 색채 설계 - 야마가미 아이코
- 미술 감독 - 종권빈
- 미술 설정 - 타키자와 마나미
- 촬영 감독 - 요코이 이오리
- 편집 - 미시마 아키노리
- 음향 감독 - 나야 료스케
- 음향 제작 - 스튜디오 마우스
- 음악 - 나리타 슌, 세오 유스케
- 음악 제작 - 포니 캐년
- 치프 프로듀서 - 나가부치 요스케, 오오와다 토모유키
- 프로듀서 - 스에다 유미, 카타야마 요, 미야마츠 유타, 쿠도 마사요, 히가시 마오
- 애니메이션 프로듀서 - 야마오카 히로야
- 애니메이션 제작 - 아시 프로덕션
- 제작 - 애니 '결혼한다는 게, 정말인가요' 제작위원회

### 주제가
반짝반짝(キラキラ)
HoneyWorks feat.하코니와릴리의 오프닝 테마. 작사는 HoneyWorks, 작곡·편곡은 HoneyWorks, MARUMOCHI.
그러니까(つまりは)
고호우비에 의한 엔딩 테마. 작사는 수지, 405, 작곡은 수지, 편곡은 고호우비
사랑의 메르카도르(恋のメルカトル)
혼죠지 리카(하야미 사오리)에 의한 삽입곡. 작사는 야마기시 메구미, 작곡·편곡은 나리타 슌.

### 에피소드 목록
| 화수 | 제목                                                         | 각본            | 그림 콘티       | 연출                            | 작화 감독 | 총작화 감독                      | 방송일          |
| ---- | ------------------------------------------------------------ | --------------- | --------------- | ------------------------------- | --- | -------------------------------- | --------------- |
| #01  | 私と、結婚しませんか? 저랑, 결혼하지 않을래요?               | 효도 카즈호     | 히로시 이케하타 | 야마우치 토미오                 | 아베 마츠이 우니 요네다 유야 오오츠카 타에코 사유미 레이 嘉木 官林小絶 스튜디오 에버그린 | 아베 마루야마 슈지 니시다 미야코 | 2024년 10월 3일 |
| #02  | 結婚するって、なんですか? 결혼한다는 게, 뭔가요?             | 야마시타 켄이치 | 오오야 미츠코   | 陳暁燦                          | 후지 아야나 에지마 아카리 쿠마이 노노 엔도 리카 야다 타츠야 우에아카 유카리 시미즈 료타 타니구치 시게노리 타케우치 히로시 타쿠라 카노 하타 아이코 타카하시 마나 紫灯珈 카케다 센코 키다 시오리 오오카와 마사요 토도로키 미호 코바야시 타마미 래드플러스                                                                           | 니시다 미야코                    | 10월 10일       |
| #03  | ピンチを、分かち合えますか? 위기를, 나눌 수 있나요?          | 사토 유타카     | 히로시 이케하타 | 마노 아키라                     | 아베 마츠이 우니 無錫楓衡文化伝媒有限公司 鄭州点線一幀伝媒 | 아베 마루야마 슈지               | 10월 17일       |
| #04  | 人生を、分かち合えますか? 인생을, 함께 나눌 수 있나요?       | 야마시타 켄이치 | 니시타 마사요시 | 야부우치 유우                   | 사쿠라이 코노미 Chen Liang Li Liangpeng Liao Xue Yu 朱央 | 니시다 미야코                    | 10월 24일       |
| #05  | 一緒に旅を、しませんか? 함께 여행을, 하지 않을래요?          | 효도 카즈호     | 사토 후미카즈   | 마에조노 후미오                 | 스튜디오 에버그린 楊磊 楊彬 張煜軒 丁元舒 王嘉健 | 마루야마 슈지 丁元舒 王嘉健      | 10월 31일       |
| #06  | 二人でいるって、幸せですか? 둘이 함께 있는 게, 행복한가요?   | 사토 유타카     | 오오야 미츠코   | 마노 아키라 코마츠 료타         | 후지 아야나 엔도 리카 쿠마이 노노 에지마 아카리 하타 아이코 시미즈 료타 사이카 타케우치 히로시 요시카 코바야시 타마미 카케다 센코 門松社和 키타 시오리 타쿠라 카노 토도로키 미호 타카하시 마나 키타무라 미사키 스즈키 리노 토노하치 오오카와 마사요 니시하라 치아키 타니구치 시게노리 우에아카 유카리 紫灯珈 야다 타츠야 리바이벌 | 니시다 미야코                    | 11월 7일        |
| #07  | 部屋に行っても、いいですか? 집에 놀러 가도, 괜찮은가요?      | 야마시타 켄이치 | 시무라 히로아키 | 히로시마 히데키                 | 아리가 타케마 아와이 시게노리 이카이 카즈유키 야마자키 노리요시 박건하 無錫楓衡文化伝媒有限公司 鄭州点線一幀文化伝媒有限公司 | 마루야마 슈지 니시다 미야코      | 11월 14일       |
| #08  | 愛の告白って、本当ですか? 사랑 고백이라니, 정말인가요?       | 사토 유타카     | 니시타 마사요시 | 와타나베 마사히코               | 아베 마츠이 우니 아리가 타케마 칸바야시 코제츠 사쿠라이 타쿠로 사유미 레이 니시지마 케이스케 朱央 戈雅馨 胡玲玲 Big Owl | 니시다 미야코 마루야마 슈지      | 11월 21일       |
| #09  | 莉香さん、お元気ですか？ 리카, 잘 지내니?                    | 효도 카즈호     | 타카다 준       | 타카다 준 니시지마 케이스케     | 無錫楓衡文化伝媒 스튜디오 에버그린 아트 베이스 밤 하레야카 | -                                | 11월 28일       |
| #10  | デートするって、大丈夫ですか? 데이트한다니, 괜찮은가요?      | 야마시타 켄이치 | 니시타 마사요시 | 딜록                            | 딜록 하레야카 시구레 | 마루야마 슈지 니시다 미야코      | 12월 5일        |
| #11  | 一つ屋根の下って、本気ですか？ 한 지붕 아래라니, 진심인가요? | 사토 유타카     | 오오야 미츠코   | 마노 아키라                     | 노구치 카즈오 아베 아리가 타케마 마츠이 우니 | 아베 마루야마 슈지               | 12월 12일       |
| #12  | 結婚するって、本当ですか? 결혼한다는 게, 정말인가요?         | 효도 카즈호     | 히로시 이케하타 | 마에조노 후미오 우치호리 마사토 | 아베 마츠이 우니 아리가 타케마 朱央 陳凱 丘 淨漢 桜花 毛缟斑 張曦萦 | 아베 마루야마 슈지               | 12월 19일       |